# Якобсон, Макс
Макс Якобсон (швед. Max Jakobson; 30 сентября 1923, Выборг — 9 марта 2013, Хельсинки) — финский дипломат и политический деятель; в 1960-е годы сыграл центральную роль при формировании финской политики нейтралитета.

## Биография
Родился 30 сентября 1923 года в Виипури (ныне Выборг) в семье адвоката Йонаса (Ионы) Якобсона и его жены Хельми (урождённой Виртанен). В 1931 году семья переехала в Хельсинки.
В 1942 году был призван в финскую армию и до 1943 года воевал в артиллерийских войсках на Карельском фронте. В 1944 окончил курсы офицеров запаса и перешёл на гражданскую службу.
После войны работал журналистом: сначала в финской агентстве новостей, затем в United Press International и финской редакции ВВС. В конце 1940-х годов перешёл на работу в пресс-службу МИДа Финляндии. В 1955 году издал книгу «Дипломатия зимней войны» (Diplomaattien talvisota), после прочтения которой тогдашний премьер-министр и будущий президент Финляндии Урхо Кекконен начинает продвижение Якобсона по карьерной лестнице. В 1962—1965 он работает начальником Политического департамента МИДа, в 1965—1971 — послом Финляндии в ООН и в 1971-74 — послом Финляндии в Швеции.
В 1971 году был кандидатом на пост генерального секретаря ООН, но из-за сопротивления Советского Союза не был избран на эту должность.
В 1975 году был назначен главой Финского центра по экономическим исследованиям EVA. С 1984 года — на пенсии.
Скончался 9 марта 2013 года в больнице Хельсинки. Похоронен на Еврейском кладбище в Хельсинки.
Автор ряда книг по внешней политике Финляндии.